# ラグランジュの定理 (群論)
群論において、ラグランジュの定理（英語：Lagrange's theorem）とは、次のような定理である。
ラグランジュの定理 ― G を有限群とし、H を G の部分群とする。このとき |G| = [G : H] |H| が成り立つ。ただし、[G : H] は G における H の指数である。
[G : H] に関しては#同値類による指数を参照。

## 定義

### 部分群による同値関係
群 G の要素 x, y に関して、群 G の部分群 H の要素 h を用いて、x = yh  となるとき、x ～ y と定義する。G の単位元を e とすると、H は部分群だから e ∈ H であり、x = xe となるので、x ～ x である。h ∈ H のとき、H は部分群だから h−1 ∈ H となるので、x ～ y のとき、x = yh ⇔ xh−1 = y となり y ～ x である。x, y, z ∈ G に関して、x ～ y, y ～ z ならば x = yh1, y = zh2 (h1, h2 ∈ H) だから x = (zh2)h1 = z(h2h1) となる。H は部分群なので、h2h1 ∈ H となるから x ～ z である。したがって、～ は同値関係になる。

### 同値関係による同値類
部分群 H に関して、同値関係 ～ による同値類 {x ∈ G | x ～ a} は {x ∈ G | x = ah (h ∈ H)} になるから、aH に等しくなる。これを a の H による左剰余類（left coset）という。同値関係 ～ による同値類 aH の集合 {aH | a ∈ G} を G/H と書く。
部分群 H が有限群の場合は H = {h1, h2, h3, …, hm} と表すことができて、左剰余類 aH は aH = {ah1, ah2, ah3, …, ahm} となる。

### 同値類の間の同型写像
部分群 H から同値類 aH への写像 φa : H → aH を φa(h) = ah と定義するとき、φa(h1) = φa(h2) とすると、ah1 = ah2 となるから、左から a−1 を掛けて h1 = h2 となるので、写像 φa は単射になる。写像 φa による部分群 H の像が aH だから写像 φa は全射になり、全単射になる。したがって、写像 φa の逆写像  φa−1: aH → H は φa−1(x) = a−1x となる。これより、同値類 aH から同値類 bH への写像 f : aH → bH を f (x) = (φb⚬φa−1)(x) = φb(φa−1(x)) = ba−1x と定義すると写像 f は全単射になる。したがって、任意の二つの同値類 aH と bH は同型となり、|aH| = |bH| = |H| となる。

### 同値類による指数
左剰余類の集合 G/H の要素の個数（濃度）である |G/H| を G における H の指数（index of a subgroup H in a group G）と呼び、[G : H] または |G : H| または (G : H) と書く。
G/H が有限集合の場合は、G/H = {a1H, a2H, a3H, …, akH} と表すことができて、[G : H] = |G/H| = k となる。
G が有限群の場合は、以下のように書ける：
{\displaystyle {\begin{aligned}H&=\{h_{1},h_{2},h_{3},\dotsc ,h_{m}\},\\a_{1}H&=\{a_{1}h_{1},a_{1}h_{2},a_{1}h_{3},\dotsc ,a_{1}h_{m}\},\\a_{2}H&=\{a_{2}h_{1},a_{2}h_{2},a_{2}h_{3},\dotsc ,a_{2}h_{m}\},\\a_{3}H&=\{a_{3}h_{1},a_{3}h_{2},a_{3}h_{3},\dotsc ,a_{3}h_{m}\},\\\cdots \\a_{k}H&=\{a_{k}h_{1},a_{k}h_{2},a_{k}h_{3},\dotsc ,a_{k}h_{m}\},\\G/H&=\{a_{1}H,a_{2}H,a_{3}H,\dotsc ,a_{k}H\},\\G&=a_{1}H\cup a_{2}H\cup a_{3}H\cup \cdots \cup a_{k}H\ \ (i\neq j\Rightarrow a_{i}H\cap a_{j}H=\emptyset ).\end{aligned}}}

## 証明
有限群 G の部分群 H を {h1, h2, …, hm} とすると、
{\displaystyle H=\{h_{1},h_{2},h_{3},\dotsc ,h_{m}\}.}
左剰余類 aH は {ah1, ah2, ah3, …, ahm} に等しくなるので、
{\displaystyle aH=\{ah_{1},ah_{2},ah_{3},\dotsc ,ah_{m}\}.}
このとき、H の要素 h に ah を対応させる写像を f：H → aH とすると、f(hi) = f(hj) ⇔ ahi = ahj のとき、左から a−1 を掛けて、hi = hj となるので、写像 f は単射になる。
写像 f は H を aH に写すから f は全射となるので、全単射になる。したがって、 H と aH とは同じ個数の要素を待つから、|H| = |aH| = m となる。
したがって、G の H による類別を考えると、以下のようになる。
{\displaystyle {\begin{aligned}a_{1}H&=\{a_{1}h_{1},a_{1}h_{2},a_{1}h_{3},\dotsc ,a_{1}h_{m}\},\\a_{2}H&=\{a_{2}h_{1},a_{2}h_{2},a_{2}h_{3},\dotsc ,a_{2}h_{m}\},\\a_{3}H&=\{a_{3}h_{1},a_{3}h_{2},a_{3}h_{3},\dotsc ,a_{3}h_{m}\},\\\cdots \\a_{k}H&=\{a_{k}h_{1},a_{k}h_{2},a_{k}h_{3},\dotsc ,a_{k}h_{m}\},\\G/H&=\{a_{1}H,a_{2}H,a_{3}H,\dotsc ,a_{k}H\},\\G&=a_{1}H\cup a_{2}H\cup a_{3}H\cup \cdots \cup a_{k}H\ \ (i\neq j\Rightarrow a_{i}H\cap a_{j}H=\emptyset ).\end{aligned}}}
このとき、|H| = |a1H| = |a2H| = |a3H| = …  = |akH| = m となるので、|G| = km となる。k = |G/H| = [G : H], m = |H| となるので、
{\displaystyle |G|=[G:H]\cdot |H|.}
Q.E.D.

## 拡張
ラグランジュの定理は群 G における3つの部分群の指数の間に成り立つ等式に拡張できる。
以下では、H が群 G の部分群であるとき、H ≤ G または G ≥ H と表し、H が群 G の部分群であり、かつ K が群 H の部分群であるとき、K ≤ H ≤ G または G ≥ H ≥ K と表す。
ラグランジュの定理の拡張 ― {\displaystyle G\geq H\geq K\Longrightarrow [G:K]=[G:H]\,[H:K].}
証明 — 
有限群 G が部分群 H によって以下のように類別されているとする：
{\displaystyle G=a_{1}H\cup a_{2}H\cup a_{3}H\cup \cdots \cup a_{m}H.}
このとき、部分群 H の G における指数は {\displaystyle [G:H]=m} になる。
有限群 H が部分群 K によって以下のように類別されているとする：
{\displaystyle H=b_{1}K\cup b_{2}K\cup b_{3}K\cup \cdots \cup b_{n}K.}
このとき、部分群 K の H における指数は {\displaystyle [H:K]=n} になる。
よって、H を G に代入すると以下のように G が部分群 K によって類別される：
{\displaystyle {\begin{aligned}G=&a_{1}b_{1}K\cup a_{1}b_{2}K\cup a_{1}b_{3}K\cup \cdots \cup a_{1}b_{n}K\cup {}\\&a_{2}b_{1}K\cup a_{2}b_{2}K\cup a_{2}b_{3}K\cup \cdots \cup a_{2}b_{n}K\cup {}\\&a_{3}b_{1}K\cup a_{3}b_{2}K\cup a_{3}b_{3}K\cup \cdots \cup a_{3}b_{n}K\cup {}\\&\cdots \\&a_{m}b_{1}K\cup a_{m}b_{2}K\cup a_{m}b_{3}K\cup \cdots \cup a_{m}b_{n}K.\end{aligned}}}
したがって、部分群 K の G における指数は {\displaystyle [G:K]=mn} になる。
よって、
{\displaystyle [G:K]=[G:H][H:K].}
Q.E.D.
G ≥ H ≥ K のとき K = {e} （e は群 G の単位元）とおくと [G : {e}] = |G| および [H : {e}] = |H| が成り立つ。したがって、元々の等式 |G| = [G : H] |H| を得る。

## 応用

### 系(1)
ラグランジュの定理には、次のような系がある。
ラグランジュの定理の系(1) ― G を有限群とし、H を G の部分群とする。このとき部分群 H の位数 |H| は群 G の位数 |G| を割り切る。
{\displaystyle |H|\,{\bigg |}\,|G|}.
証明G が有限群の場合は、指数 [G : H]（G における H の左剰余類の個数）が正の整数になるので、ラグランジュの定理から系が従う。

### 系(2)
ラグランジュの定理の系(2) ― 有限群 G の任意の元 g の位数は群 G の位数 |G| を割り切る。
{\displaystyle |\langle g\rangle |\,{\bigg |}\,|G|\Longleftrightarrow g^{|G|}=e}.
証明群 G の任意の元 g で生成される巡回群 ⟨g⟩を考えればよい。巡回群 ⟨g⟩は G の部分群になるので、その位数 |⟨g⟩| は群 G の位数 |G| を割り切ることになる。

### 素数位数の有限群
素数位数の有限群 ― 有限群 G の位数が素数 p ならば、群 G は巡回群である。
証明p ≧ 2 より、群 G の単位元 e 以外の元を x とすると、x が生成する巡回群 ⟨x⟩ は群 G の部分群になるから、その位数 |⟨x⟩| は素数 p の約数になる。したがって、|⟨x⟩| = 1 または |⟨x⟩| = p になる。|⟨x⟩| = 1 の場合は、x = e となり不適。|⟨x⟩| = p の場合は群 G の位数と等しくなるので、G = ⟨x⟩ となり題意は示された。

### フェルマーの小定理
フェルマーの小定理 ― p を素数とするとき、整数 x ∈ ℤ が p と互いに素ならば、x p − 1 ≡ 1 (mod p) となる。
証明位数 p の巡回群 (ℤ/pℤ) の乗法群 (ℤ/pℤ)× = {1, 2, 3, … , p − 1} は位数 p − 1 の有限群になるから、(ℤ/pℤ)× の任意の元を a とすると、ラグランジュの定理の系(2) より、a p − 1 = 1 が成り立つ。したがって、a ∈ {1, 2, 3, …, p − 1} のとき a p − 1 − 1 が素数 p で割り切れるから、a p − 1 ≡ 1 (mod p) となる。よって、x ≡ a (mod p) のとき、x p − 1 ≡ a p − 1 (mod p) が成り立つので、x p − 1 ≡ 1 (mod p) を得る。
より一般に、合成数 n についても乗法群 (ℤ/nℤ)× を考えれば、オイラーの定理を導くこともできる。

## 逆
ラグランジュの定理の逆が成立するか問うことができる。つまり、位数 n の有限群 G と n を割り切る自然数 d が与えられたとき「位数が d である G の部分群が存在するか」という問いである。よく知られているように、これは一般には存在しない。位数12である4次の交代群 G = A4 が位数6である部分群をもたないので、（群 G の位数が最小の）反例を与えるからである。 一方、特別な状況では逆が成立することが知られている。その最たる例はシローの定理である。つまり位数 n を割り切る素数 p のべきで最大のもの d = np を考えると、位数 np の部分群（シロー部分群）が存在する。もうすこし一般に d が np を割り切るならば、位数 d の部分群が存在することもわかる。（コーシーの定理も参照のこと。）

## 歴史
ラグランジュは代数方程式の解法に関連して、多項式上の置換の理論でこの定理を証明しているが、これは現在の言い方でいう対称群の場合にあたる。当時はまだ群の概念が整備されていなかったので、ラグランジュ自身が群一般で考えていたわけではない。ただその性質は容易に抽象群へと拡張されるもので、現在でもそのままラグランジュの定理と呼ばれている。群論の定理としては、歴史上最初に出現したものである。